# 克拉斯諾斯洛博茨克 (伏爾加格勒州)
48°42′N 44°34′E / 48.700°N 44.567°E
克拉斯諾斯洛博茨克（Краснослобо́дск）是俄羅斯伏爾加格勒州的一個城市。位於伏爾加河左岸、伏爾加格勒對岸。2002年時人口為14,359人。
1955年設市並改現名。